# Chicago Bulls
O Chicago Bulls é um time de basquete profissional americano sediado em Chicago, Illinois. Os Bulls competem na National Basketball Association (NBA) como um membro da Divisão Central da Conferência Leste da liga. A equipe foi fundada em 16 de janeiro de 1966 e jogou seu primeiro jogo durante a temporada de 1966/67. Os Bulls jogam seus jogos em casa no United Center, uma arena compartilhada com o Chicago Blackhawks da NHL.
Os Bulls tiveram sucesso durante os anos 90, quando foram responsáveis por popularizar a NBA em todo o mundo. Eles são conhecidos por terem uma das maiores dinastias da NBA, vencendo seis títulos da NBA entre 1991 e 1998. Todas as seis equipes foram lideradas por Michael Jordan, Scottie Pippen e pelo técnico Phil Jackson. Os Bulls é a única franquia da NBA a vencer vários campeonatos e nunca perder uma série de finais da NBA em sua história. Muitos especialistas e analistas consideram o Bulls de 1992 uma das maiores equipes da história da NBA.
Os Bulls compartilham rivalidades com o Cleveland Cavaliers, Detroit Pistons, Miami Heat e New York Knicks. A rivalidade dos Bulls com os Pistons foi destacada fortemente no final dos anos 80 e início dos anos 90.

## História da franquia

### 1966–1975: Criação e sucesso inicial
Em 16 de janeiro de 1966, Chicago recebeu uma franquia da NBA chamada Bulls. O Chicago Bulls se tornou a terceira franquia da NBA na cidade, depois do Chicago Stags (1946–1950) e do Chicago Packers / Zephyrs (1961–1963; agora Washington Wizards). O fundador da equipe, Dick Klein, foi o único proprietário a jogar basquete profissional (no Chicago American Gears). Ele atuou como presidente e gerente geral dos Bulls nos primeiros anos.

Após o Draft de expansão da NBA de 1966, o recém-fundado Chicago Bulls pôde adquirir jogadores das equipes previamente estabelecidas na liga para a temporada de 1966/67. A equipe começou na temporada de 1966/67 e registrou o melhor recorde de uma equipe de expansão na história da NBA. Treinados por Johnny Kerr e liderados por Guy Rodgers, Jerry Sloan e Bob Boozer, os Bulls se classificaram para os playoffs, sendo a única equipe da NBA a fazer isso em sua temporada inaugural.

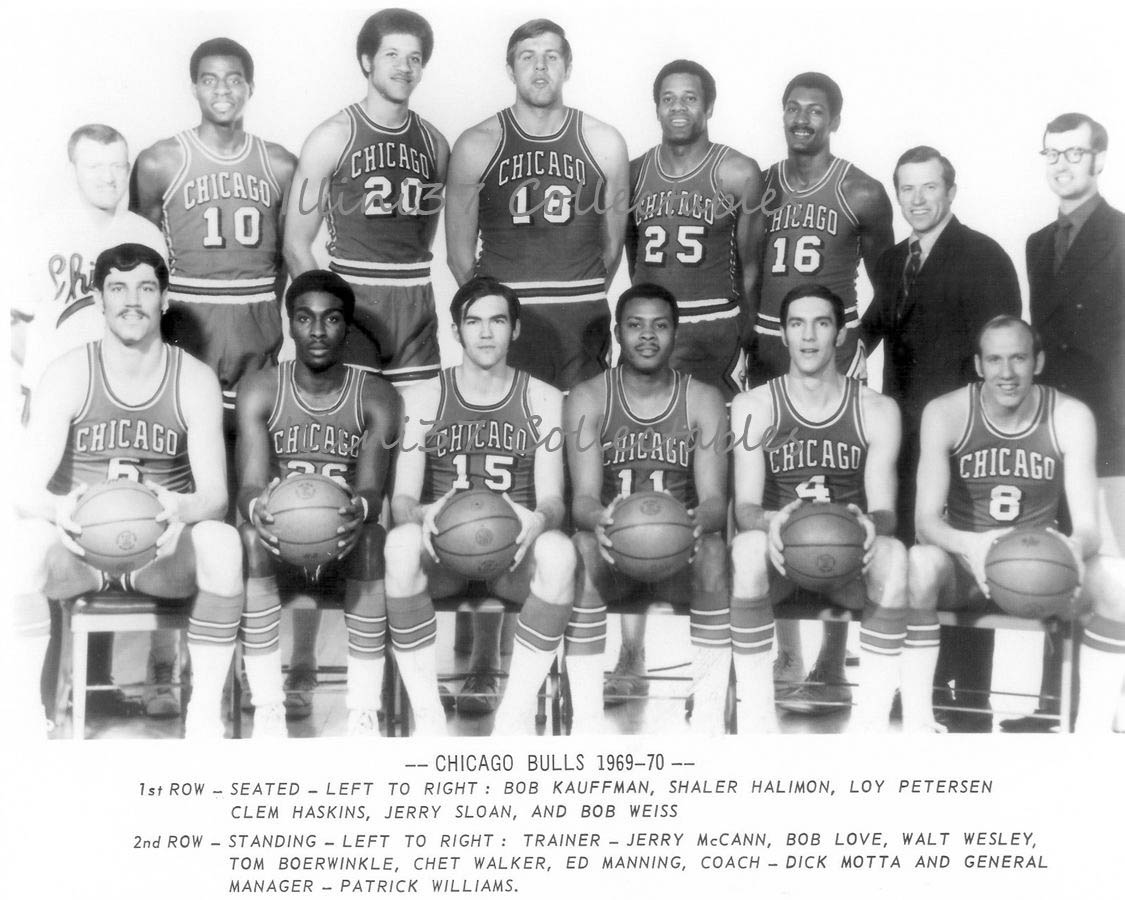
O Chicago Bulls de 1969–70

Na primeira temporada, os Bulls jogou no Anfiteatro Internacional, antes de se mudar para o Chicago Stadium.
O interesse dos fãs diminuiu após quatro temporadas, com um jogo na temporada de 1968 tendo um público oficial de 891 pessoas e alguns jogos sendo disputados em Kansas City.
Em 1969, Klein deixou o cargo de gerente geral e contratou Pat Williams, que como gerente de negócios do Philadelphia 76ers criou promoções que ajudaram a equipe a ficar em terceiro em público na temporada anterior. Williams melhorou a equipe, adquirindo Chet Walker e selecionando Norm Van Lier — que foi negociado para o Cincinnati Royals e só se juntou ao Bulls em 1971 — no Draft, enquanto também investia em promoções para atrair público.
Os Bulls, comandado por Williams, e o técnico Dick Motta se classificaram para quatro playoffs seguidos e tiveram uma participação de mais de 10.000 pessoas.
Em 1972, os Bulls estabeleceu o melhor recorde da história da franquia com 57–25. Durante a década de 1970, a equipe contou com Jerry Sloan, Bob Love, Chet Walker, Van Lier, Clifford Ray e Tom Boerwinkle. A equipe chegou às finais da conferência em 1975, mas perdeu para os eventuais campeões, Golden State Warriors, por 4–3.
Após quatro temporadas de 50 vitórias, Williams retornou ao Philadelphia 76ers e Motta decidiu assumir o papel de GM. Os Bulls acabaram em declínio, vencendo apenas 24 jogos na temporada de 1975/76. Motta foi demitido e substituído por Ed Badger.

### 1976–1984: Gilmore e Theus

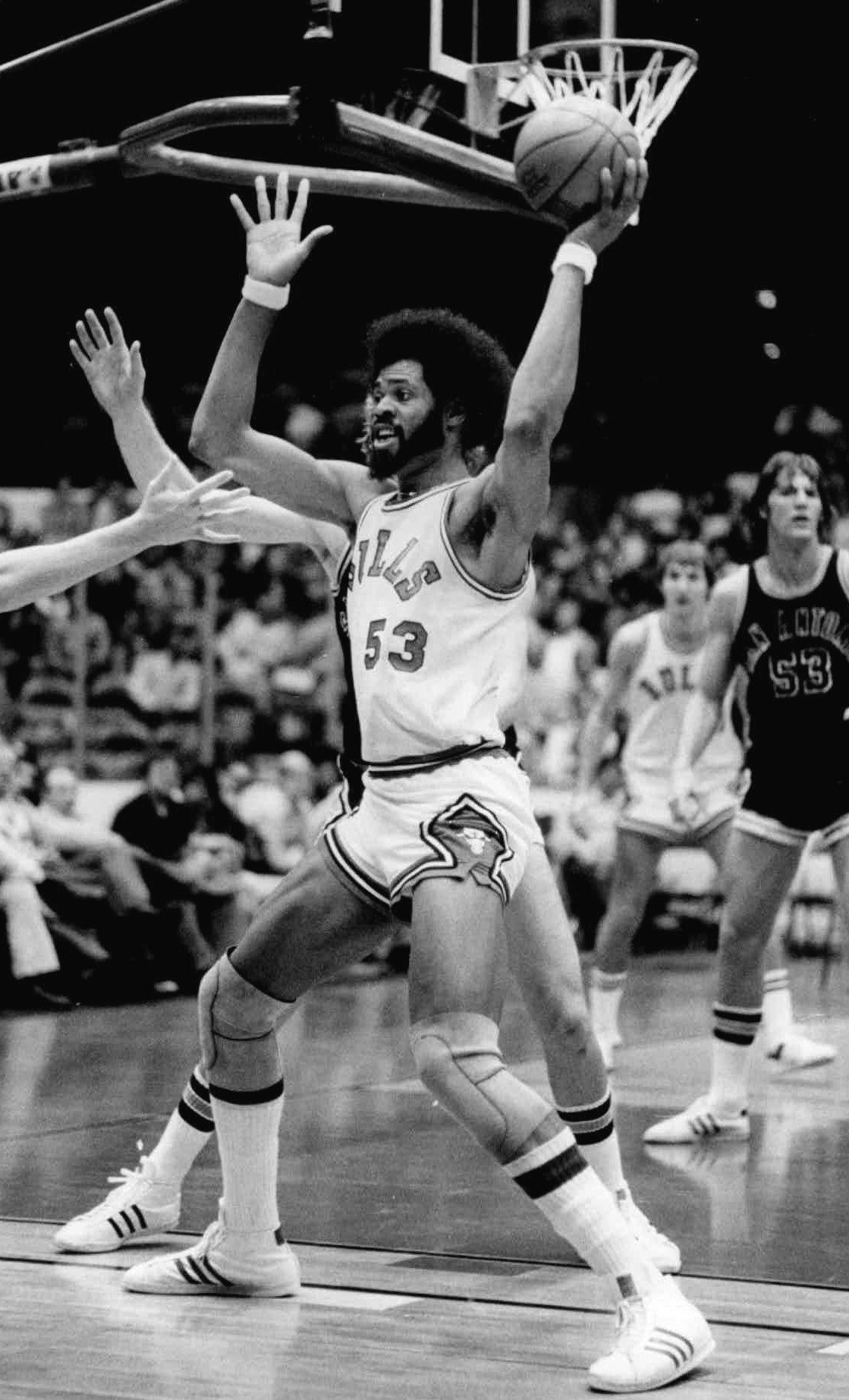
Gilmore em 1977

Klein vendeu os Bulls para a Família Wirtz, antigos proprietários do Chicago Blackhawks. Indiferente ao basquete, o novo grupo acionário implementou um orçamento infame, colocando pouco tempo e investimento na melhoria da equipe.
Artis Gilmore, adquirido no Draft de dispersão da ABA em 1976, liderou uma equipe dos Bulls que incluía Reggie Theus, David Greenwood e Orlando Woolridge.
Em 1979, os Bulls perderam no cara ou coroa o direito de selecionar primeiro no draft de 1979. Se os Bulls tivessem vencido o sorteio, teriam escolhido Magic Johnson; em vez disso, eles selecionaram David Greenwood com a segunda escolha.
Depois que Gilmore foi negociado com o San Antonio Spurs em troca de Dave Corzine, os Bulls empregou um ataque poderoso centrado em Reggie Theus, que também incluía Quintin Dailey e Ennis Whatley. No entanto, com resultados sombrios contínuos, os Bulls decidiram mudar de direção, trocando Theus com o Kansas City Kings durante a temporada de 1983/84.
A Família Wirtz procurava vender a equipe para grupos de proprietários interessados em mudar a equipe para fora de Chicago mas acabou vendendo para investidores locais.

### 1984–1998: Era Michael Jordan

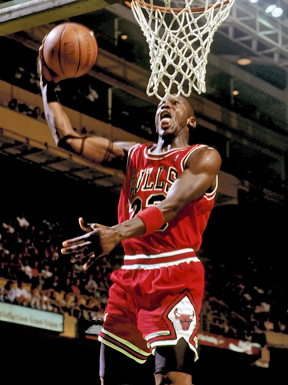
Michael Jordan foi selecionado com a terceira escolha no Draft de 1984. Ele venceu seis títulos e seis prêmios de MVPs das Finais em Chicago.

No verão de 1984, os Bulls tiveram a terceira escolha do draft de 1984 e selecionaram Michael Jordan. A equipe, que agora tinha uma novo proprietário, Jerry Reinsdorf, e gerente geral, Jerry Krause, decidiu reconstruir a sua equipe em torno de Jordan. Em sua primeira temporada, Jordan levou os Bulls de volta aos playoffs, onde perdeu em quatro jogos para o Milwaukee Bucks. Por seus esforços, ele foi recompensado com uma seleção para a Segunda-Equipe da NBA e ganhou o prêmio de Novato do Ano.
No período de entressafra seguinte, a equipe adquiriu o armador John Paxson e Charles Oakley. Juntamente com Jordan e Dave Corzine, eles forneceram grande parte do ataque dos Bulls pelos próximos dois anos. Na temporada de 1985/86, Jordan voltou para os playoffs, liderando os Bulls ao oitavo lugar na conferência. Embora os Bulls tenham sido varridos pelo Boston Celtics, Jordan registrou um recorde de 63 pontos no Jogo 2, levando Bird a chamá-lo de 'Deus disfarçado de Michael Jordan'.
Na temporada de 1986/87, Jordan continuou seu ataque aos recordes, liderando a liga com média de 37,1 pontos e se tornando o primeiro jogador dos Bulls nomeado para a Primeira-Equipe da NBA. Os Bulls terminaram com um recorde de 40–42, o que foi bom o suficiente para qualificá-los para os playoffs. No entanto, eles foram novamente varridos pelos Celtics nos playoffs.
No Draft de 1987, Krause selecionou Olden Polynice com a oitava escolha geral e Horace Grant como a décima escolha geral, depois ele trocou Polynice para o Seattle SuperSonics por Scottie Pippen (5° escolha daquele draft). Com Paxson, Jordan, Brad Sellers, Oakley e Corzine como titulares e os novatos Pippen e Grant saindo do banco, os Bulls venceram 50 jogos e avançaram para as semifinais da Conferência Leste, onde foram derrotados pelo Detroit Pistons em cinco jogos. Por seus esforços, Jordan foi nomeado MVP da NBA, um prêmio que venceria mais quatro vezes em sua carreira. A temporada de 1987/88 também marcaria o início da rivalidade entre Pistons e Bulls, que foi formada de 1988 a 1991.
A temporada de 1988/89 marcou o segundo ano consecutivo de grandes mudanças. Charles Oakley, que liderou a liga em rebotes totais em 1987 e 1988, foi negociado na véspera do draft de 1988 para o New York Knicks em troca de Bill Cartwright e uma escolha de primeira rodada, que os Bulls usaram para selecionar Will Perdue. Além disso, a equipe adquiriu Craig Hodges do Phoenix Suns. A nova formação inicial de Paxson, Jordan, Pippen, Grant e Cartwright venceu menos jogos do que a temporada anterior, mas chegou às finais da Conferência Leste, onde foram derrotadas em seis jogos pelos Pistons.
Na temporada de 1989/90, Jordan liderou a liga em pontuação pela quarta temporada consecutiva. Houve uma grande mudança durante a entressafra: o treinador Doug Collins foi substituído pelo assistente técnico Phil Jackson. Os Bulls selecionaram Stacey King e B.J. Armstrong no draft de 1989. Com esses jogadores adicionais e os cinco titulares do ano anterior, os Bulls chegou às finais da conferência e levou os Pistons a sete jogos antes de ser eliminado pelo terceiro ano consecutivo.

#### 1991–1993: Primeiro tri-campeonato
Na temporada de 1990/91, os Bulls registraram 61 vitórias (recorde da franquia) e disputou os playoffs, onde venceu o New York Knicks na primeira rodada, derrotou o Philadelphia 76ers nas semifinais e eliminou o atual campeão Detroit Pistons nas Finais de Conferência Leste. Eles venceram as Finais da NBA em cinco jogos contra o Los Angeles Lakers, liderado por Magic Johnson.
Os Bulls conquistaram o bi-campeonato na temporada de 1991/92, depois de conquistar outro recorde de vitórias com 67. Eles derrotaram o Miami Heat na primeira rodada, os Knicks na segunda rodada e o Cleveland Cavaliers nas Finais da Conferência Leste. Eles derrotaram o Portland Trail Blazers, liderado por Clyde Drexler, nas Finais da NBA.
Na temporada de 1992/93, os Bulls venceram o tri-campeonato após derrotar o Atlanta Hawks, Cleveland Cavaliers e New York Knicks nas três primeiras rodadas dos playoffs e o Phoenix Suns de Charles Barkley nas Finais.

#### 1993–1995: Primeira aposentadoria de Jordan

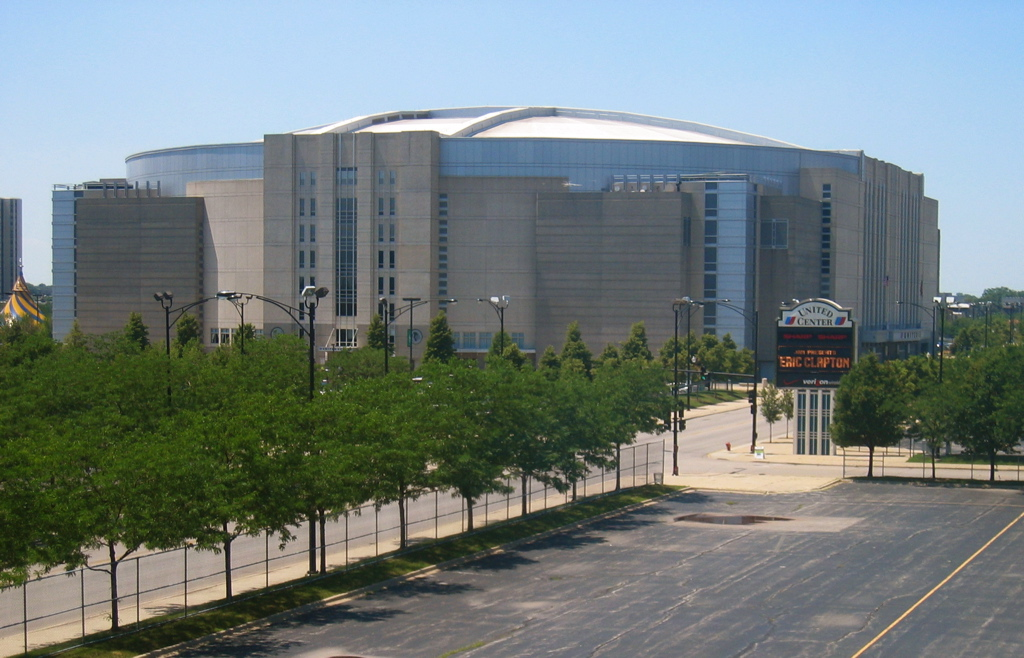
United Center

Em 6 de outubro de 1993, Michael Jordan chocou a comunidade do basquete ao anunciar sua aposentadoria três meses após o assassinato de seu pai. Os Bulls foram então liderados por Scottie Pippen, que se estabeleceu como um dos melhores jogadores da liga ao vencer o MVP do All-Star Game de 1994. Ele recebeu ajuda de Horace Grant, B.J. Armstrong, Cartwright, Perdue, Pete Myers e Toni Kukoč. Apesar dos Bulls vencerem 55 jogos durante a temporada de 1993/94, eles foram derrotados em sete jogos pelos Knicks na segunda rodada dos playoffs.
Os Bulls abriram a temporada de 1994/95, deixando sua casa de 27 anos, Chicago Stadium, e mudando para sua casa atual, o United Center.
Em 1994, os Bulls perderam Grant, Cartwright e Scott Williams para a free agency e John Paxson para a aposentadoria, mas contrataram Ron Harper, Jud Buechler, Steve Kerr, Pete Myers, Luc Longley (adquirido por uma troca com o Minnesota Timberwolves) e Bill Wennington.
Com Armstrong, Harper, Pippen, Kukoc e Perdue como titulares, eles estavam indo mal durante a Temporada de 1994/95. Em 18 de março de 1995, eles receberam a notícia de que Michael Jordan estava saindo da aposentadoria. Ele levou os Bulls à quinta melhor campanha nos playoffs. No entanto, Jordan e os Bulls não conseguiram vencer o eventual campeão da Conferência Leste, Orlando Magic.
Quando Jordan voltou ao Bulls, ele usava o número 45 (que era o número dele enquanto jogava pelo Birmingham Barons, um afiliado do Chicago White Sox). Ele escolheu o número 45 porque seu irmão mais velho, Larry, usava esse número no ensino médio. Michael queria ser metade do que seu irmão, então ele escolheu 23, que é metade dos 45. No entanto, Jordan voltou ao familiar 23 antes do jogo 2 da série contra o Orlando Magic.
No período de entressafra, os Bulls perderam Armstrong no draft de expansão e Krause trocou Perdue com o San Antonio Spurs por Dennis Rodman.

#### 1996–1998: Segundo tri-campeonato
Com Harper, Jordan, Pippen, Rodman e Longley como titulares e talvez o melhor banco da história com Steve Kerr, Kukoc, Wennington, Buechler e Randy Brown, os Bulls foram visto como o time que iria vencer novamente a NBA.
Os Bulls de 1995/96 foi o primeiro time da NBA a vencer 70 jogos ou mais (teve recorde de 72–10). Jordan conquistou a tríplice coroa, vencendo os prêmios de MVP da NBA, MVP do All-Star Game da NBA e o MVP das Finais da NBA. Krause foi nomeado Executivo do Ano da NBA, Jackson ganhou o Prêmio de Treinador do Ano e Kukoc ganhou o Prêmio de Sexto Homem do Ano.
Nos playoffs, a equipe triunfou sobre o Miami Heat na primeira rodada, o New York Knicks na segunda rodada, o Orlando Magic nas finais da Conferência Leste e o Seattle SuperSonics nas Finais da NBA.

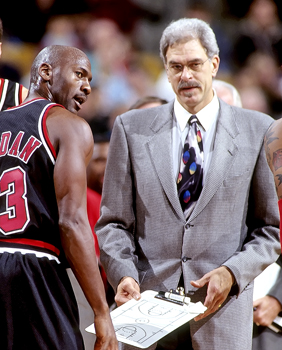
Phil Jackson e Michael Jordan em 1997

Na temporada de 1996/97, os Bulls não conseguiram a segunda temporada consecutiva com 70 vitórias ao perder os dois últimos jogos e terminar com um recorde de 69–13. Nos playoffs, os Bulls derrotaram o Washington Bullets, Atlanta Hawks e o Miami Heat nas três primeiras rodadas dos playoffs a caminho de vencer seu quinto título da NBA contra o Utah Jazz.
A temporada de 1997/98 foi de turbulência para os Bulls: muitos especularam que essa seria a última temporada de Michael Jordan com a equipe; o futuro de Phil Jackson com a equipe também foi questionável, pois seu relacionamento com o gerente geral da equipe, Jerry Krause, era de crescente tensão; Scottie Pippen estava procurando uma prorrogação significativa do contrato que ele achava que merecia. Apesar dessas turbulências, eles ainda tiveram uma temporada notável com um recorde final de 62–20. Michael Jordan seria nomeado MVP pela quinta e última vez.
Nos playoffs, os Bulls venceram o New Jersey Nets, Charlotte Hornets e o Indiana Pacers antes de vencer o Utah Jazz nas Finais da NBA, dando aos Bulls seu sexto campeonato em oito anos. Jordan seria nomeado MVP das Finais pela sexta vez em sua carreira e se aposentou pela segunda vez em 13 de janeiro de 1999.

### 1998–2008: Pós-dinastia

#### 1998–2004: Dificuldades
No verão de 1998, Krause sentiu que os Bulls estavam envelhecidos e incapazes de competir. Ele decidiu que a única opção da equipe era reconstruir ou suportar um declínio. Seu plano era trocar o talento envelhecido e adquirir escolhas altas de draft, ao mesmo tempo em que liberava teto salarial para contratar agentes livres promissores em dois anos. Depois de ter sido vetado em uma tentativa anterior pelo proprietário Jerry Reinsdorf, Krause trocou Scottie Pippen por Roy Rogers (que foi dispensado em fevereiro de 1999) e uma escolha de segunda rodada do Houston Rockets. Ele também decidiu não renovar com Dennis Rodman e trocou Luc Longley e Steve Kerr por outras escolhas de draft. Ele contratou um novo treinador, Tim Floyd, que havia feito sucesso na Universidade Estadual de Iowa.
Os Bulls começaram a temporada de 1998/99 com Randy Brown, Ron Harper, Brent Barry, Toni Kukoč e Bill Wennington como titulares. Kukoc liderou o time em pontos, rebotes e assistências, mas a equipe venceu apenas 13 dos 50 jogos.
Devido a essa péssima temporada, a equipe ganhou a primeira escolha do draft de 1999 e selecionou Elton Brand. Ele e seu colega estreante Ron Artest lideraram a equipe durante todo o ano, especialmente depois que Kukoc perdeu a maior parte da temporada devido a lesão. Brand registrou a primeira média de 20–10 dos Bulls desde Artis Gilmore. Ele liderou todos os novatos em pontuação, rebotes, bloqueios e minutos, enquanto Artest liderou todos os novatos em roubadas de bola e terminou em segundo na equipe em pontuação. Por seus esforços, Brand foi nomeado co-Novato do Ano juntamente com Steve Francis do Houston Rockets. No entanto, a equipe estabeleceu um recorde de pior campanha da franquia com 17–65.
Na entressafra, Krause assinou com os agente livre Brad Miller e Ron Mercer, selecionou Marcus Fizer no Draft e trocou Chris Mihm com o Cleveland Cavaliers por Jamal Crawford. Brand novamente liderou a equipe em pontuação e rebotes mas as novas aquisições não tiveram grande impacto e eles terminaram com o pior registro da história da equipe com 15–67.
Krause chocou os fãs do Bulls no dia do draft de 2001, quando trocou Elton Brand para o Los Angeles Clippers em troca da segunda escolha do draft, Tyson Chandler. Ele também selecionou Eddy Curry com a quarta escolha. A equipe fracassou sem a liderança dos veteranos e no meio da temporada, os Bulls trocaram seus três melhores marcadores — Mercer, Artest e Miller, juntamente com Kevin Ollie — para o Indiana Pacers pelos veteranos Jalen Rose, Travis Best e Norman Richardson. Houve também uma mudança no cargo de treinador: Floyd foi demitido após uma série de discussões com jogadores e dirigentes e o assistente técnico, Bill Cartwright, foi promovido ao posto principal. Os Bulls melhoraram de 15 para 21 vitórias, apesar de ainda ter terminado empatado em último na liga.
Os Bulls entraram na temporada de 2002/03 com muito otimismo. Eles pegaram o fenômeno universitário Jay Williams como a segunda escolha no draft. Williams juntou-se a Jalen Rose, Crawford, Fizer, o novato Donyell Marshall, Curry, Chandler e Trenton Hassell para formar um núcleo jovem e emocionante que melhorou a campanha da equipe para 30–52 na primeira temporada completa de Bill Cartwright como treinador.
Durante o verão de 2003, Jerry Krause se aposentou e o ex-jogador John Paxson foi escolhido como seu sucessor. Jay Williams, saindo de uma promissora temporada de estreia, ficou gravemente ferido em um acidente de moto e acabou encerrando a sua carreira precocemente. Paxson selecionou o armador Kirk Hinrich com a sétima escolha no draft e contratou o ex-jogador da franquia, Scottie Pippen. Com Pippen em quadra, Cartwright treinando e Paxson administrando, os Bulls esperava que parte da magia dos títulos retornassem.
No entanto, a temporada de 2003/04 foi uma decepção retumbante: Eddy Curry regrediu, levando a perguntas sobre seu condicionamento e compromisso; Tyson Chandler sofreu uma lesão crônica nas costas e perdeu mais de trinta jogos; a capacidade de Pippen de influenciar os jogos foi prejudicada por problemas no joelho e ele contemplou abertamente a aposentadoria; Jamal Crawford permaneceu inconsistente e Bill Cartwright foi demitido como técnico em dezembro e substituído pelo ex-técnico do Phoenix Suns, Scott Skiles. Uma troca com o Toronto Raptors trouxe Antonio Davis e Jerome Williams em troca de Rose e Marshall, no que foi visto como uma grande mudança na estratégia da equipe. Os Bulls terminaram a temporada com um recorde de 23–59, o segundo pior registro da liga.

#### 2004–2007: Ressurgimento

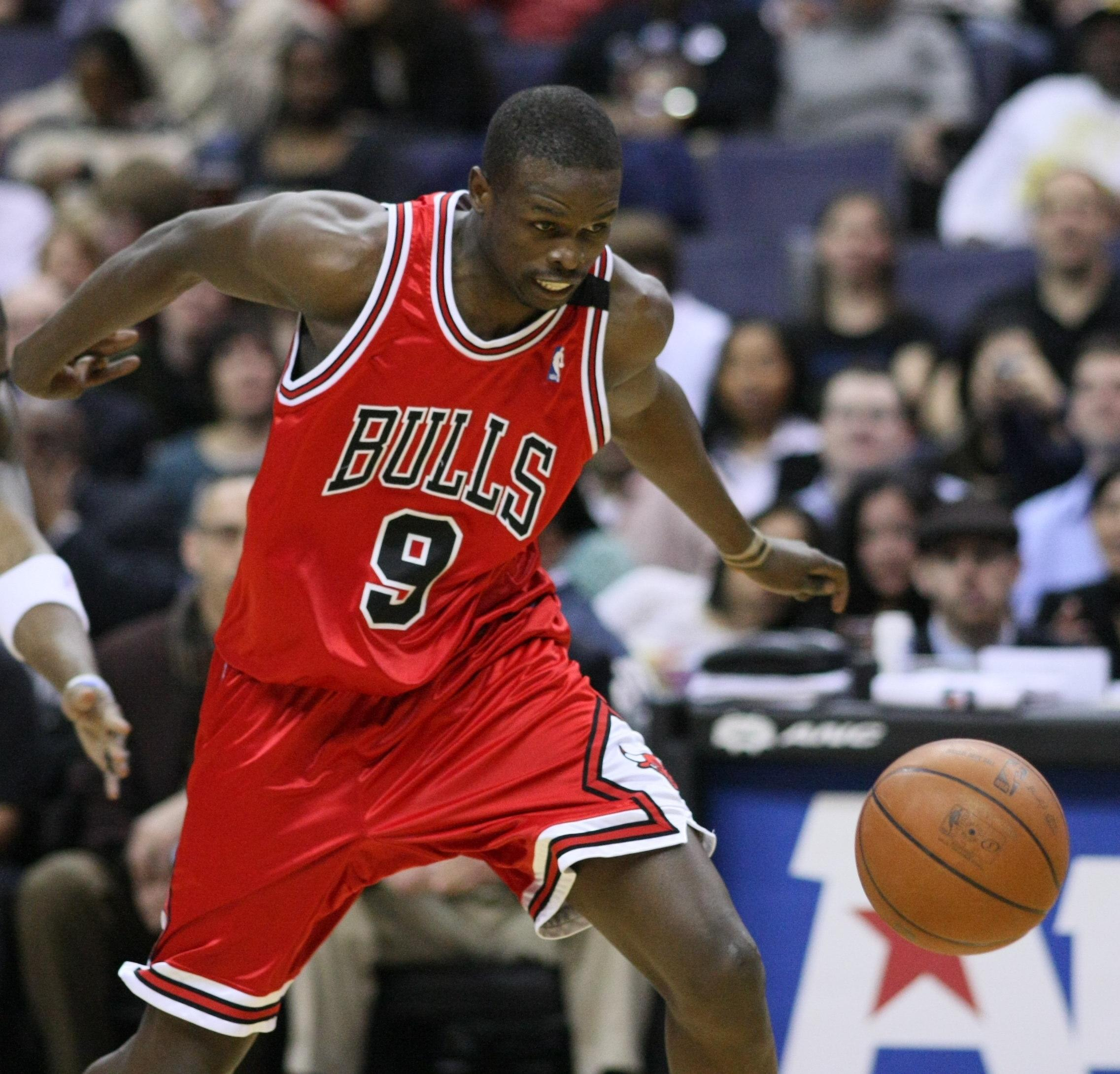
Luol Deng fez sua primeira aparição no All-Star com a equipe em 2012 e sua segunda em 2013.

No draft de 2004, Paxson selecionou Ben Gordon e Luol Deng na primeira rodada e Chris Duhon na segunda rodada. Paxson também contratou Andrés Nocioni, que tinha conquistado uma medalha de ouro olímpica como membro da seleção argentina. Depois de perder os nove primeiros jogos da temporada, os Bulls começaram a mostrar sinais de melhora e terminaram a temporada com um recorde de 47–35, a terceira melhor campanha na Conferência Leste e foi para os playoffs pela primeira vez desde a partida de Jordan. Na primeira rodada, os Bulls perderam a série para o Washington Wizards. Após a temporada, Ben Gordon se tornou o primeiro novato a ganhar o Sexto Homem do Ano e o primeiro jogador dos Bulls a vencer o prêmio desde Toni Kukoc em 1996.
Durante a entressafra de 2005, a equipe re-contratou Tyson Chandler. No entanto, Curry mostrou possíveis sintomas de uma doença cardíaca resultante de um sopro cardíaco durante os exames e Paxson não o liberou para jogar sem extensos testes de DNA. Por fim, Curry se recusou a participar dos testes e foi negociado junto com Antonio Davis para o New York Knicks por Michael Sweetney, Tim Thomas e a segunda escolha do draft de 2006.
Sem uma presença significativa, os Bulls foram mal durante a maior parte da temporada de 2005/06. No entanto, uma sequencia de 12 vitórias no final da temporada permitiu que eles terminassem com um recorde 41–41 e se classificassem para os playoffs como a sétima melhor campanha. Lá, os Bulls perderam para o Miami Heat. No entanto, os vários jovens jogadores da equipe ganharam experiência adicional na pós-temporada e Nocioni apresentou uma série notável de performances que excederam em muito as médias da temporada.
No draft de 2006, os Bulls selecionaram LaMarcus Aldridge e imediatamente o trocou com o Portland Trail Blazers por Tyrus Thomas e Viktor Khryapa. No segundo dia de draft, os Bulls selecionaram Rodney Carney e o trocou com o Philadelphia 76ers por Thabo Sefolosha. Mais tarde naquele verão, Ben Wallace, quatro vezes jogador defensivo do ano, assinou com os Bulls por um contrato de quatro anos e US $ 60 milhões. Após a assinatura de Wallace, os Bulls trocaram Tyson Chandler, o último jogador remanescente da era Krause, para o New Orleans Hornets por PJ Brown e JR Smith.
Na temporada de 2006/07, os Bulls terminaram com um recorde de 49–33, a terceira melhor campanha da Conferência Leste. Na primeira rodada, a equipe novamente enfrentou Miami e varreu os atuais campeões. Essa foi a primeira vitória em série de playoffs de Chicago desde 1998, a última temporada de Jordan com o time.
Os Bulls então avançou para enfrentar o Detroit Pistons, marcando a primeira vez que os rivais da Divisão Central se enfrentavam nos playoffs desde 1991. Os Pistons venceram a série por 4–2.

#### 2007–2008: Sem playoffs

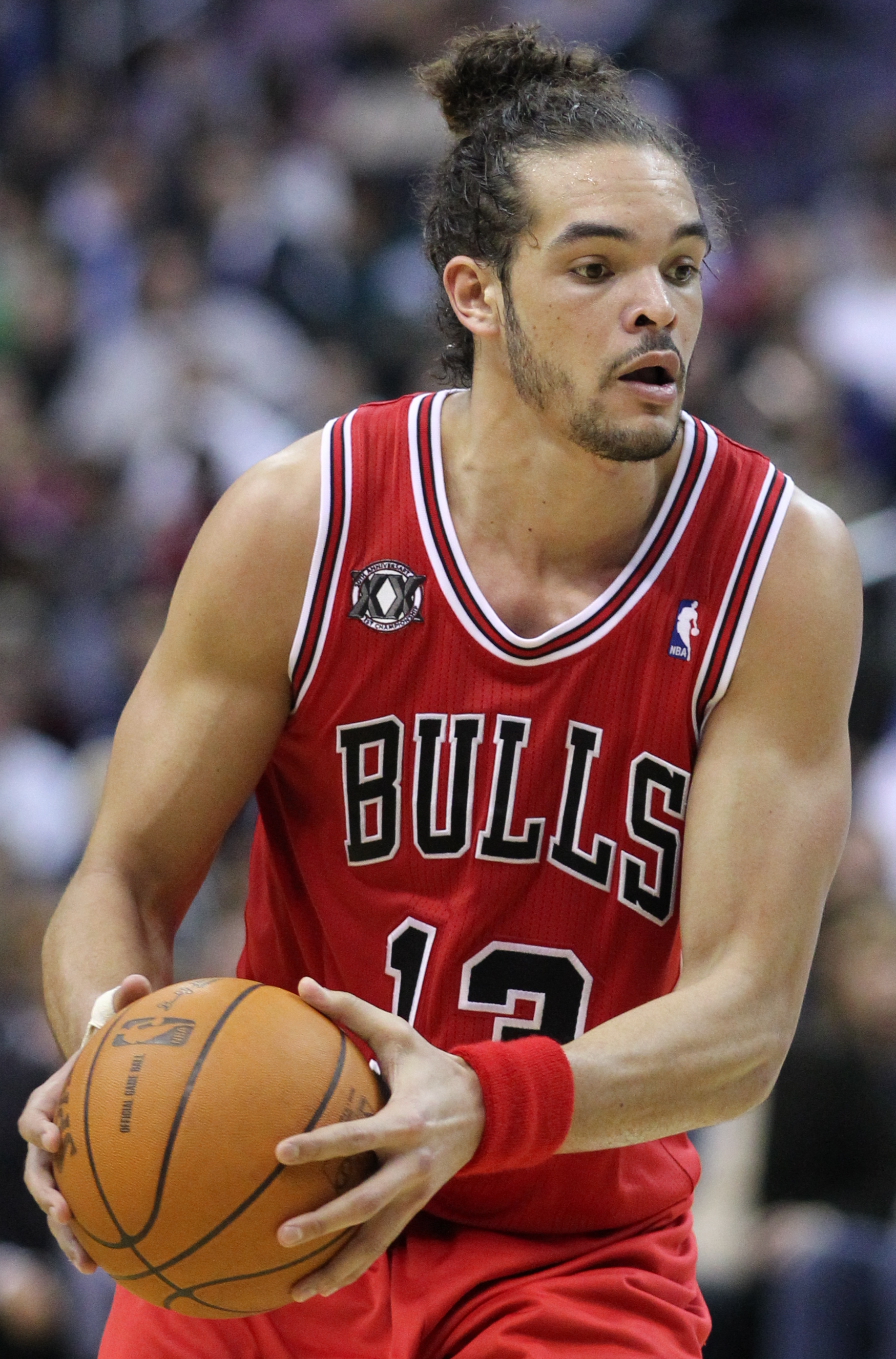
Joakim Noah foi selecionado pelos Bulls em 2007. Ele foi nomeado para o All Star Game em 2013 e 2014.

Durante a entressafra, os Bulls contrataram Joe Smith e Adrian Griffin e selecionaram Joakim Noah no draft. No entanto, os problemas começaram quando Luol Deng e Ben Gordon recusaram prorrogações de contrato, nunca citando razões. Então surgiram rumores de que os Bulls estavam perseguindo estrelas como Kevin Garnett, Pau Gasol e, principalmente, Kobe Bryant. Nenhum desses acordos aconteceu e o gerente geral John Paxson negou que um acordo fosse iminente.
Os Bulls começaram a temporada de 2007–08, perdendo 10 de seus primeiros 12 jogos e, em 24 de dezembro de 2007, após um início de 9–16, os Bulls demitiram o técnico Scott Skiles e Jim Boylan foi nomeado treinador interino em 27 de dezembro de 2007.
Em 21 de fevereiro de 2008, Ben Wallace, Joe Smith, Adrian Griffin e a escolha de segunda rodada do draft de 2009 foram trocados por Drew Gooden, Cedric Simmons, Larry Hughes e Shannon Brown em um acordo comercial de três equipes que envolveu o Cleveland Cavaliers e o Seattle SuperSonics.
Os Bulls encerrou a temporada de 2007–08 com um recorde de 33–49, uma reversão completa do recorde da temporada passada.
Depois que o mandato interino de Jim Boylan expirou, os Bulls iniciou o processo de seleção de um novo treinador. Eles estavam conversando com o ex-treinador do Phoenix Suns, Mike D'Antoni, mas em 10 de maio de 2008, ele assinou contrato com o New York Knicks.
Em 10 de junho de 2008, John Paxson contratou Vinny Del Negro, sem experiência como treinador, para treinar o jovem time dos Bulls. Em 3 de julho de 2008, o Chicago Tribune informou que Del Harris concordou em se tornar assistente técnico, juntamente com o ex-técnico do Charlotte Bobcats, Bernie Bickerstaff, e o antigo assistente da NBA, Bob Ociepka. Juntamente com Bickerstaff e Ociepka, Harris ajudou a estabelecer uma presença veterana na equipe de treinadores e ajudar o treinador novato Del Negro.

### 2008–2016: Era Derrick Rose

#### 2008–2010: Aparição de Derrick Rose

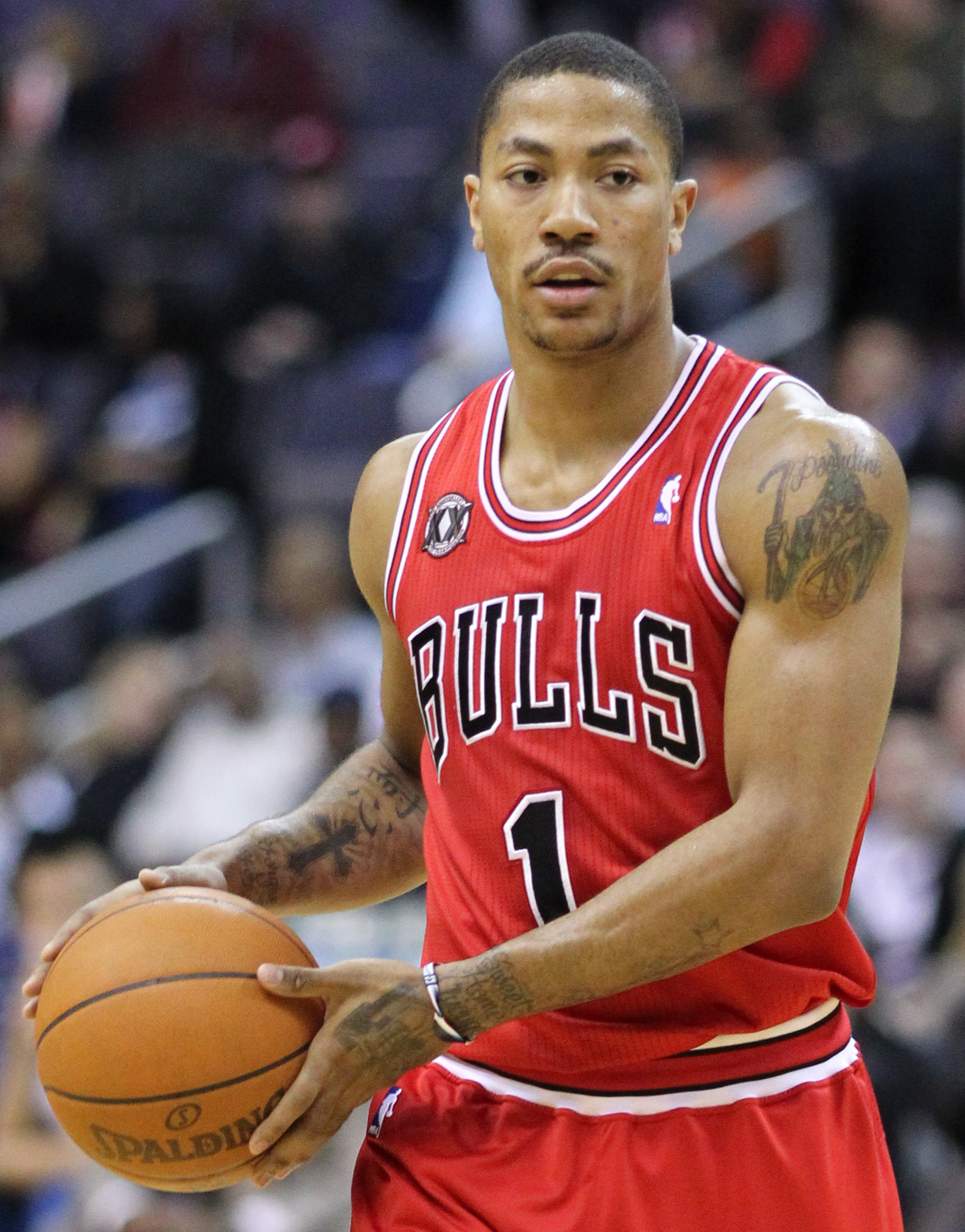
Derrick Rose foi selecionado com a primeira escolha geral pelos Bulls em 2008. Ele foi o MVP da temporada de 2010/11.

Com uma pequena chance de 1,7% de conseguir a primeira escolha no draft, os Bulls venceram a loteria do Draft de 2008 e ficaram com a escolha. Em 26 de junho de 2008, os Bulls selecionaram Derrick Rose da Universidade de Memphis como a escolha número 1. Eles também adquiriram Ömer Aşık em uma troca com o Portland Trail Blazers. A equipe renovou com Luol Deng em um contrato de US $ 71 milhões em seis anos em 30 de julho de 2008 e Ben Gordon assinou um contrato de um ano em 2 de outubro de 2008.
Em 18 de fevereiro de 2009, os Bulls fizeram a primeira de várias trocas: enviou Andrés Nocioni, Drew Gooden, Cedric Simmons e Michael Ruffin ao Sacramento Kings em troca de Brad Miller e John Salmons. Em 19 de fevereiro de 2009, o prazo final de trocas da NBA, os Bulls enviaram Larry Hughes ao New York Knicks em troca de Tim Thomas, Jerome James e Anthony Roberson. Mais tarde, naquele mesmo dia, a equipe fez a terceira negociação em menos de 24 horas, enviando Thabo Sefolosha ao Oklahoma City Thunder em troca de uma escolha de primeira rodada no draft de 2009. As negociações trouxeram um impulso no final da temporada para os Bulls, que finalmente conquistou uma vaga nos playoffs em 10 de abril de 2009, a quarta nos últimos cinco anos. Eles terminaram a temporada com um recorde de 41–41. Seu recorde foi bom o suficiente para garantir a 7ª colocação na conferência, disputando uma série difícil contra o Boston Celtics. Depois de quebrar o recorde de maior número de prorrogações disputadas em uma série de playoffs, os Celtics conseguiram superar os Bulls após 7 jogos e 7 prorrogações disputadas.
Os Bulls fizeram duas escolhas na primeira rodada do draft de 2009: James Johnson e Taj Gibson. Na entressafra, a equipe perdeu Ben Gordon que assinou com o Detroit Pistons.
Em 18 de fevereiro de 2010, John Salmons foi negociado para o Milwaukee Bucks em troca de Joe Alexander e Hakim Warrick. Enquanto isso, Tyrus Thomas foi negociado com o Charlotte Bobcats em troca de Acie Law, Flip Murray e uma futura escolha da primeira rodada. Em 14 de abril de 2010, os Bulls se classificaram para os playoffs com a oitava melhor campanha. Ao contrário do ano anterior, no entanto, os playoffs foi mais curto e menos dramático, pois foram eliminados pelo Cleveland Cavaliers em cinco jogos. Em 4 de maio de 2010, os Bulls demitiram oficialmente o técnico Vinny Del Negro.

#### 2010–2011: Chegada de Tom Thibodeau

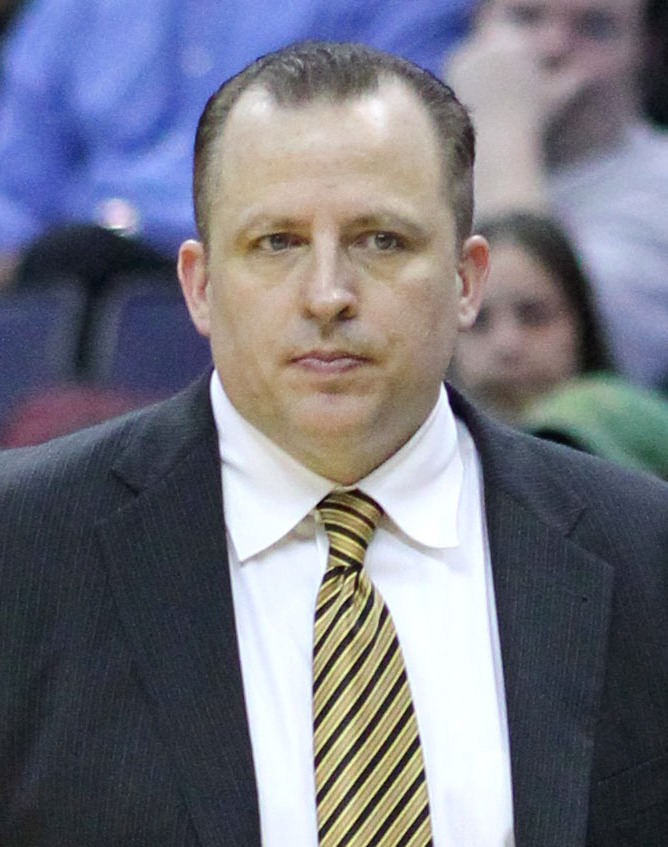
Tom Thibodeau levou os Bulls à 62 vitórias em sua primeira temporada.

No início de junho de 2010, o assistente do Boston Celtics, Tom Thibodeau, aceitou um contrato de três anos para preencher a vaga de treinador dos Bulls. Em 7 de julho, foi revelado que Carlos Boozer, do Utah Jazz, havia concordado verbalmente com um contrato de cinco anos e US $ 80 milhões. Os Bulls também assinaram com Kyle Korver em um contrato de três anos e US $ 15 milhões. No mesmo dia em que o Bulls contratou Korver, eles assinaram com Ronnie Brewer, CJ Watson, Kurt Thomas, Keith Bogans e Brian Scalabrine.
Rose ganhou o prêmio de MVP da NBA de 2011, tornando-se o jogador mais jovem da história da NBA a conquistá-lo. Ele se tornou o primeiro jogador dos Bulls desde Michael Jordan a ganhar o prêmio. Como equipe, Chicago terminou a temporada regular com um recorde de 62–20 e teve a melhor campanha da Conferência Leste pela primeira vez desde 1998. Os Bulls derrotaram o Indiana Pacers e o Atlanta Hawks em cinco e seis jogos, respectivamente, alcançando as finais da Conferência Leste pela primeira vez desde 1998 e enfrentaram o Miami Heat. Depois de vencer o primeiro jogo da série, eles perderam os próximos quatro jogos e foram eliminados.

#### 2011–2014: Lesões de Derrick Rose
Durante a entressafra, os Bulls selecionaram Jimmy Butler como a 30º escolha geral no draft de 2011. Depois que a greve da NBA terminou, os Bulls contrataram o veterano Richard Hamilton em um contrato de três anos. Eles também concederam uma extensão de contrato de 5 anos no valor de US $ 94,8 milhões ao MVP Derrick Rose.
Rose ficou machucado durante a maior parte da temporada de 2011/12; no entanto, a equipe ainda conseguiu terminar com um recorde de 50–16 e conquistou a primeira colocação na Conferência Leste pelo segundo ano consecutivo e o melhor recorde geral da NBA (empatado com o San Antonio Spurs). Em 28 de abril de 2012, Rose sofreu uma nova lesão quando rasgou o ligamento cruzado anterior durante o quarto quarto do primeiro jogo dos playoffs contra o Philadelphia 76ers e perdeu o resto da série. Os Bulls acabaram perdendo a série. No final da temporada, Boozer e Aşık foram os únicos membros do elenco a terem jogado em todos os jogos. Na entressafra, a equipe perdeu Lucas para o Toronto Raptors, Brewer para o New York Knicks, Korver para o Atlanta Hawks, Watson para o Brooklyn Nets e Aşık para o Houston Rockets, mas trouxe de volta Kirk Hinrich. Além disso, eles contrataram Marco Belinelli, Vladimir Radmanovic, Nazr Mohammed e Nate Robinson por meio da free agency.
Rose perdeu toda a temporada de 2012/13, mas, apesar de sua ausência, os Bulls terminaram com um recorde de 45–37 e o quinto lugar na conferência. Eles derrotaram o Brooklyn Nets por 4–3 na primeira rodada dos playoffs e perderam para o Miami Heat por 4–1 na rodada seguinte.
Depois de apenas 10 jogos na temporada de 2013/14, Derrick Rose rasgaria seu menisco medial em uma jogada sem contato. Ele declarou que ficaria de fora do restante da temporada. Em 7 de janeiro de 2014, o veterano Luol Deng foi negociado com o Cleveland Cavaliers em troca de Andrew Bynum e um conjunto de escolhas de draft. Bynum foi imediatamente dispensado após o término da negociação. Os Bulls terminariam em segundo na Divisão Central com 48 vitórias e ganhou vantagem de quadra na primeira rodada dos playoffs. No entanto, devido à falta de uma forte arma ofensiva, eles não conseguiram vencer um único jogo em casa e perderam para o Washington Wizards em cinco jogos.
No draft de 2014, os Bulls negociou suas 16° e 19° escolhas por Doug McDermott, ex-estrela de Creighton e 5° maior artilheiro da história da NCAA, que foi selecionado com a 11° escolha. Na entressafra, eles contrataram Pau Gasol e Nikola Mirotić, que não pôde vir antes, devido a restrições de teto salarial.

#### 2014–2015: Volta de Derrick Rose
O segundo retorno de Derrick Rose deu otimismo aos Bulls e seus fãs na temporada de 2014/15. Com o bicampeão da NBA, Pau Gasol, e um banco composto por Taj Gibson, Nikola Mirotić, Tony Snell, Aaron Brooks, Doug McDermott e Kirk Hinrich, os Bulls eram um dos dois times favoritos da Conferência Leste junto com o Cleveland Cavaliers.
A equipe começou a temporada em grande estilo vencendo 7 de seus primeiros 9 jogos. O surgimento de Jimmy Butler como artilheiro dos Bulls foi uma grande surpresa e ele entrou na disputa pelo prêmio de MVP. O salto estatístico de Butler foi apontado por muitos como um dos maiores da história da NBA, passando de apenas 13 pontos por jogo em 2013/14 a 20 pontos por jogo em 2014/15.
A segunda metade da temporada dos Bulls foi marcada por inconsistência e frustração. A tensão entre a gerência e Tom Thibodeau continuou a ser uma nuvem negra pairando sobre a organização. Os Bulls terminaram com um recorde de 50–32 e a 3ª melhor campanha na Conferência Leste. Eles derrotaram o Milwaukee Bucks na primeira rodada por 4–2. Na rodada seguinte, os Bulls perderam para os Cavaliers por 4–2. Após a série, surgiram especulações sobre a segurança no emprego de Tom Thibodeau devido à crescentes brigas entre ele e a diretoria.

#### 2015–2016: Mudança de abordagem

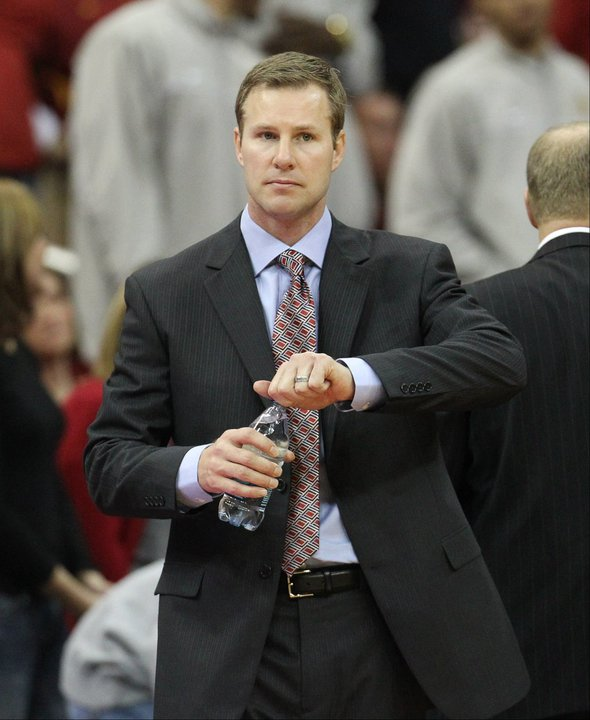
Fred Hoiberg foi o 22º treinador na história da franquia.

Em 28 de maio de 2015, os Bulls demitiram Tom Thibodeau em busca de uma "mudança de abordagem". Em 2 de junho de 2015, a equipe nomeou Fred Hoiberg como seu treinador. Os Bulls tiveram apenas uma seleção de draft no draft de 2015 e selecionaram Bobby Portis da Universidade do Arkansas.
Os Bulls começaram a temporada de 2015/16 com um recorde de 8–3 no primeiro mês. No entanto, logo depois, eles perderam 12 dos 17 jogos seguintes e Butler perdeu quatro semanas depois de machucar o joelho. Os Bulls foram eliminados da disputa dos playoffs após uma derrota para o Miami Heat em 7 de abril de 2016, embora tenha terminado a temporada com um recorde de vitórias de 42–40. Foi a primeira vez em 8 anos que o Bulls não foram para os playoffs.

#### 2016–2017: Partida de Derrick Rose
Em 22 de junho de 2016, Derrick Rose e Justin Holiday, juntamente com uma seleção de segunda rodada do draft de 2017, foram trocados para o New York Knicks por Robin Lopez e os armadores Jerian Grant e José Calderón que logo foram negociados para o Los Angeles Lakers. Em 7 de julho, os Bulls anunciaram a contratação do substituto de Rose, Rajon Rondo. Em 15 de julho, a equipe contratou o nativo de Chicago, Dwyane Wade. Em 17 de outubro de 2016, os Bulls adquiriram o novato do ano de 2014, Michael Carter-Williams, em troca de Tony Snell.
Em 23 de fevereiro de 2017, Taj Gibson e Doug McDermott, juntamente com uma seleção de segunda rodada do draft de 2018, foram trocados para o Oklahoma City Thunder por Cameron Payne, Anthony Morrow e Joffrey Lauvergne. Os Bulls conquistaram a oitava vaga nos playoffs depois de vencer sete de seus dez jogos finais e terminar a temporada com um recorde de 41–41. Na primeira rodada dos playoffs, a equipe conquistou uma vantagem de 2–0 sobre o Boston Celtics mas acabou perdendo a série depois de perder os quatro jogos seguintes.

### 2017–Presente: Era Zach Lavine

#### 2017–2020: Últimos anos da GarPax e a chegada de Zach LaVine
Em 22 de junho de 2017, Jimmy Butler, juntamente com uma escolha da primeira rodada de 2017, foi negociada com o Minnesota Timberwolves em troca de Zach LaVine, Kris Dunn e uma escolha de primeira rodada em 2017, que o Bulls usou para selecionar Lauri Markkanen. Em 10 de julho de 2017, Justin Holiday voltou ao Bulls assinando um contrato de US $ 9 milhões em dois anos. Em 24 de setembro de 2017, Dwyane Wade e os Bulls concordaram em uma rescisão do seu contrato. Adrian Wojnarowski informou que Wade devolveu US $ 8 milhões do seu contrato de US $ 23,2 milhões como parte do acordo.
Em 17 de outubro de 2017, houve uma briga entre Bobby Portis e Nikola Mirotić, que sofreu uma concussão e dois ossos quebrados no rosto, durante uma sessão de treinos. Portis foi suspenso por oito jogos e Mirotić perdeu 23 jogos. Em 1 de fevereiro de 2018, os Bulls negociaram Mirotić e uma escolha de segundo rodada para o New Orleans Pelicans em troca de uma escolha de primeira rodada, Ömer Aşık, Tony Allen e Jameer Nelson. Os Bulls terminaram a temporada com um recorde de 27–55.
Em 21 de junho de 2018, os Bulls selecionaram Wendell Carter Jr. como a sétima escolha geral e Chandler Hutchison como a 22ª escolha geral no draft de 2018. Em 14 de julho, a equipe assinou com Jabari Parker em um contrato de dois anos e US $ 40 milhões. Em 3 de dezembro, os Bulls demitiram o técnico Hoiberg depois que a equipe iniciou a temporada de 2018/19 com um recorde de 5–19 e promoveu o assistente Jim Boylen para o cargo de treinador. Em 3 de janeiro de 2019, os Bulls negociou Justin Holiday para o Memphis Grizzlies em troca de MarShon Brooks, Wayne Selden Jr. e escolhas de segunda rodada nos Drafts de 2019 e 2020. Em 6 de fevereiro, a equipe trocou Bobby Portis, Jabari Parker e uma escolha de segunda rodada no draft de 2023 para o Washington Wizards em troca de Otto Porter. Após uma temporada cheia de lesões, troca de treinador e negociações, os Bulls terminou com um recorde de 22–60 e não foram para os playoffs pelo segundo ano consecutivo.
Em 20 de junho de 2019, Bulls selecionou Coby White como a sétima escolha geral e Daniel Gafford como a 38ª escolha no draft de 2019. Durante o período de entressafra, a equipe contratou os veteranos Tomas Satoransky e Thaddeus Young. Em março de 2020, a liga suspendeu a temporada depois que Rudy Gobert testou positivo para COVID-19. Em abril de 2020, os Bulls demitiram o gerente geral de longa data, Gar Forman, transferiram John Paxson para o cargo de consultor sênior e contrataram Artūras Karnišovas como vice-presidente executivo de operações de basquete. Em maio de 2020, os Bulls contrataram Marc Eversley como gerente geral. Em 4 de junho de 2020, a temporada da equipe terminou oficialmente quando o Conselho de Donos da NBA aprovou um plano para trazer 22 equipes para terminar a temporada na Bolha da NBA. Os Bulls terminou com um recorde de 22–43. O treinador principal, Jim Boylen, foi demitido em 14 de agosto de 2020.
Em 22 de setembro de 2020, os Bulls contrataram Billy Donovan como novo treinador principal.
Em 18 de novembro de 2020, os Bulls selecionaram Patrick Williams como a quarta escolha geral no draft de 2020. Em 25 de março de 2021, a equipe trocou Wendell Carter Jr, Otto Porter e escolhas de primeira rodada de 2021 e 2023 para o Orlando Magic por Nikola Vucevic e Al-Farouq Aminu. Eles também trocaram Chandler Hutchison e Daniel Gafford para o Washington Wizards por Troy Brown Jr. e Moe Wagner. Wagner foi posteriormente negociado junto com Luke Kornet para o Boston Celtics por Daniel Theis e Javonte Green. Os Bulls terminaram a temporada abreviada de 72 jogos com um recorde de 31–41 e não se classificaram para os playoffs pelo 4º ano consecutivo.

#### 2021–Presente
Em 2 de agosto de 2021, os Bulls enviaram Tomas Satoransky, Garrett Temple e uma escolha de segunda rodada de 2024 para o New Orleans Pelicans por Lonzo Ball. No mesmo dia, os Bulls conseguiram contratar Alex Caruso depois que ele e o Los Angeles Lakers não conseguiram chegar a um acordo. Como parte da mesma reconstrução da pré-temporada, Chicago anunciou uma troca enviando Thaddeus Young, Al-Farouq Aminu, uma escolha de primeira rodada protegida e uma escolha de segunda rodada para o San Antonio Spurs em troca de DeMar DeRozan.
No início da temporada de 2021–22, a equipe conseguiu um promissor recorde de 24–10 com a liderança do trio Lavine-DeRozan-Vucevic. A equipe também registrou a 5ª maior classificação defensiva em novembro.

## Rivalidades

### Cleveland Cavaliers
As equipes se enfrentaram desde que os Cavaliers ingressaram na NBA como uma equipe de expansão em 1970, mas a rivalidade não começou até o Bulls selecionar Michael Jordan com a terceira escolha geral em 1984. A rivalidade voltou a esquentar quando Cleveland escolheu LeBron James com a primeira escolha em 2003.
Ao todo na história, os Bulls venceram 153 jogos contra 117 dos Cavaliers.

### Detroit Pistons
A rivalidade entre Bulls e Pistons existe desde que os Bulls, liderados por Jordan, encontraram os "Bad Boy" nas semifinais da Conferência Leste de 1988. As duas equipes se enfrentaram nos playoffs por quatro anos consecutivos com os Pistons vencendo 3 e os Bulls uma por 4x0 em 1990.
A proximidade geográfica e a participação na Divisão Central intensificam ainda mais a rivalidade, caracterizada por um intenso jogo físico. Sabe-se que os fãs de Chicago detestam as equipes profissionais de Detroit, pois estão na mesma divisão em todos os quatro principais esportes norte-americanos, com exceção dos Detroit Red Wings da NHL, que recentemente se mudaram para a Divisão Atlântica.
Ao todo na história, os Bulls venceram 163 jogos contra 154 dos Pistons.

### Miami Heat
A rivalidade entre os Bulls e o Miami Heat começou durante os anos 90, uma década dominada pelos Bulls. O Heat foi eliminado três vezes por Chicago, que venceu o título nessas temporadas.
A rivalidade voltou devido ao retorno dos Bulls aos playoffs na era pós-Michael Jordan e ao surgimento de Dwyane Wade e Derrick Rose. A rivalidade revivida tem sido muito física, envolvendo faltas duras entre os jogadores.
Ao todo na história, os Bulls venceram 83 jogos contra 77 do Heat.

### New York Knicks
Outra franquia com a qual os Bulls competiram ferozmente é o New York Knicks. As duas equipes se enfrentaram nos playoffs em quatro anos consecutivos (1991–1994) e novamente em 1996. Seu primeiro confronto nos playoffs ocorreu em 1989 quando ambas as equipes foram chamadas de "equipes em ascensão" sob o comando de Michael Jordan e Patrick Ewing.
Os Bulls venceu nos primeiros três anos (1991–1993) antes de perder em 1994, mas se vingou em 1996. Assim como Detroit, a rivalidade histórica entre as cidades levou à animosidade entre as equipes e, ocasionalmente, seus fãs.
Ao todo na história, os Bulls venceram 153 jogos contra 130 dos Knicks.

## Tradições

### Apresentação
Durante o domínio dos Bulls, as apresentações dos jogadores se tornaram mundialmente famosas. O locutor Tommy Edwards foi o primeiro a usar "Sirius", "On The Run" e outras músicas na apresentação dos jogos. Quando Edwards se mudou para Boston para trabalhar na CBS Radio, ele foi substituído por Ray Clay em 1990, e Clay continuou muitos dos aspectos tradicionais das apresentações do Bulls, incluindo a música "Sirius" de Alan Parsons Project.
As luzes são apagadas pela primeira vez durante a apresentação da equipe visitante, acompanhada da "The Imperial March" de Star Wars, composta por John Williams ou "On the Run", do Pink Floyd, ou "Tick of the Clock", do Chromatics. Praticamente todas as luzes do estádio são apagadas para a introdução dos Bulls e um holofote ilumina cada jogador quando ele é apresentado e corre para a quadra; os holofotes também estão focados no logotipo da Bulls antes das apresentações. Desde a mudança para o United Center, foram adicionados lasers e fogos de artifício.
Tradicionalmente, os jogadores são apresentados na seguinte ordem: Ala, Ala-pivô, Pivô, armador, Ala-armador. Durante a dinastia, Scottie Pippen era geralmente o primeiro (ou o segundo depois de Horace Grant) e Michael Jordan o último (Pippen e Jordan são os únicos jogadores a jogar em todos os seis times).

### Meias e sapatos pretos
Os Bulls tem uma tradição não oficial de usar sapatos pretos (independentemente de estar em casa ou fora) durante os playoffs. Nos playoffs de 1996, eles se tornaram o primeiro time a usar meias pretas com sapatos pretos, semelhantes à Universidade de Michigan e aos Fab Five, que começaram a tendência na faculdade no início da década. Desde então, muitas equipes têm esse visual tanto na temporada regular quanto nos playoffs.
Embora os Bulls usem calçado preto nos playoffs desde 1989, houve algumas exceções notáveis. Nos playoffs de 1995 contra o Orlando Magic, quando Michael Jordan estreou seu tênis Air Jordan XI, ele usava meias brancas durante os jogos dos playoffs em Orlando. Ele foi multado pelo Bulls por não cumprir sua política de cores. Durante os playoffs de 2009, os Bulls novamente quebrou a tradição quando todos os seus jogadores usaram sapatos e meias brancas no jogo 3 da primeira rodada contra o Boston Celtics. Mais recentemente, desde o relaxamento das regras de cores dos tênis da NBA, alguns jogadores do Bulls usavam tênis vermelho ou branco, desafiando a tradição.

## Nome, logotipo e uniformes

### Nome
Dick Klein queria um nome que evocasse a tradicional indústria de embalagem de carne de Chicago e a proximidade do Chicago Stadium com o Union Stock Yards. Klein considerou nomes como Matadors ou Toreadors, mas os dispensou, dizendo: "Se você pensar bem, nenhum time com até três sílabas teve muito sucesso, exceto o Montreal Canadiens". Depois de discutir possíveis nomes com sua família, Klein decidiu usar o Bulls quando seu filho Mark disse: "Pai, isso é um monte de besteira! (bunch of bull!)"

### Logotipo

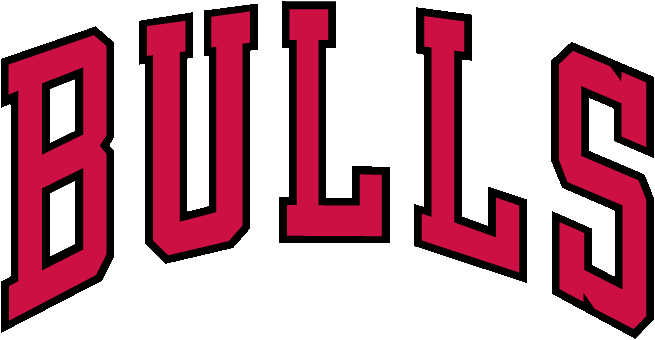
Marca do Chicago Bulls (1966–Presente)

O icônico logotipo dos Bulls é o rosto de um touro vermelho. O logotipo foi projetado pelo renomado designer gráfico americano Dean P. Wessel e foi adotado em 1966.
A certa altura, os Bulls também tinham um logotipo alternativo durante o início dos anos 70, apresentando o mesmo logotipo mas com uma nuvem que dizia "Windy City" abaixo do nariz do touro.

## Mascotes

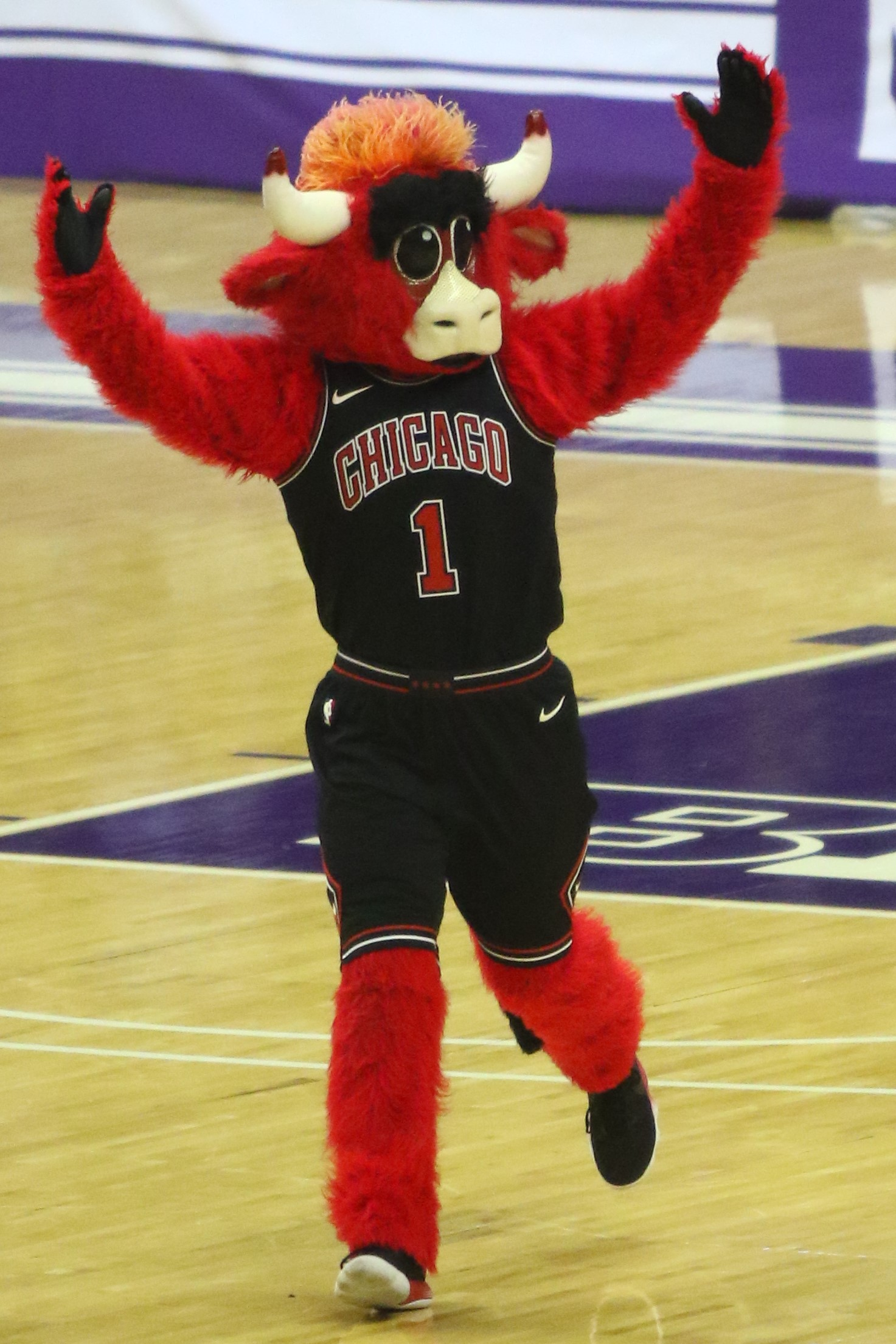
Benny the Bull em Fevereiro de 2018

Benny the Bull é o mascote principal do Chicago Bulls. Ele foi apresentado pela primeira vez em 1969. Benny é um red bull que usa o número 1. Benny é um dos mascotes mais antigos e mais conhecidos em todos os esportes profissionais.
Os Bulls também tinham outro mascote chamado Da Bull que foi introduzido em 1995. Ele foi descrito no site da equipe como sendo o primo voador de Benny, conhecido por suas habilidades de Enterradas. O homem que retratou Da Bull foi preso em 2004 por posse e venda de maconha de seu carro. Da Bull foi aposentado logo após o incidente.
Embora Benny tenha um design familiar, o Da Bull foi projetado como um touro mais realista. Ao contrário de Benny, Da Bull era marrom. Ele também tinha uma expressão facial mais má e usava o número 95.

## Instalações de treinamento
O Alumni Hall, no campus de Lincoln Park, na Universidade DePaul, foi o centro de treinamento dos Bulls nas décadas de 1960 e 1970.
Em 1992, a equipe começou a treinar no Berto Center, localizado em Deerfield, Illinois.
Em 13 de junho de 2012, a equipe anunciou que mudaria suas instalações de treinamento para um local no centro mais próximo do United Center para reduzir as deslocações diárias. Em 12 de setembro de 2014, os Bulls abriu oficialmente sua nova instalação de treinamento, o Advocate Center.

## Arenas
| Arena                      | Tempo         |
| -------------------------- | ------------- |
| International Amphitheatre | 1966–1967     |
| Chicago Stadium            | 1967–1994     |
| United Center              | 1994–Presente |

## Jogadores

### Números aposentados
| No. | Jogador        | Posição/Cargo | Tempo               | Retirado                                    |
| --- | -------------- | ------------- | ------------------- | ------------------------------------------- |
| 4   | Jerry Sloan    | G/SF          | 1966–1976           | 17 de fevereiro de 1978                     |
| 10  | Bob Love       | F             | 1968–1976           | 14 de janeiro de 1994                       |
| 23  | Michael Jordan | SG            | 1984–1993 1995–1998 | 1 de novembro de 1994 1 de novembro de 2003 |
| 33  | Scottie Pippen | SF            | 1987–1998 2003–2004 | 9 de dezembro de 2005                       |

## Treinadores
|    |                  |               | Temporada regular | Temporada regular | Temporada regular | Temporada regular | Playoffs | Playoffs | Playoffs | Playoffs | |            |
| #  | Nome             | Tempo         | J                 | V                 | D                 | %                 | J        | V        | D        | %        | Conquistas | Referência |
| 1  | Johnny Kerr      | 1966–1968     | 163               | 62                | 101               | .380              | 8        | 1        | 7        | .125     | Técnico do Ano de 1966/67                                                                                                  | [ 137 ]    |
| 2  | Dick Motta       | 1968–1976     | 656               | 356               | 300               | .543              | 47       | 18       | 29       | .383     | Técnico do Ano de 1970/71                                                                                                  | [ 138 ]    |
| 3  | Ed Badger        | 1976–1978     | 164               | 84                | 80                | .512              | 3        | 1        | 2        | .333     | | [ 139 ]    |
| 4  | Larry Costello   | 1978–1979     | 56                | 20                | 36                | .357              | —        | —        | —        | —        | | [ 140 ]    |
| 5  | Scotty Robertson | 1979          | 26                | 11                | 15                | .423              | —        | —        | —        | —        | | [ 141 ]    |
| 6  | Jerry Sloan      | 1979–1982     | 215               | 94                | 121               | .437              | 6        | 2        | 4        | .333     | | [ 142 ]    |
| 7  | Phil Johnson     | 1982          | 1                 | 0                 | 1                 | .000              | —        | —        | —        | —        | | [ 143 ]    |
| 8  | Rod Thorn        | 1982          | 30                | 15                | 15                | .500              | —        | —        | —        | —        | | [ 144 ]    |
| 9  | Paul Westhead    | 1982–1983     | 82                | 28                | 54                | .341              | —        | —        | —        | —        | | [ 145 ]    |
| 10 | Kevin Loughery   | 1983–1985     | 164               | 65                | 99                | .396              | 4        | 1        | 3        | .250     | | [ 146 ]    |
| 11 | Stan Albeck      | 1985–1986     | 82                | 30                | 52                | .366              | 3        | 0        | 3        | .000     | | [ 147 ]    |
| 12 | Doug Collins     | 1986–1989     | 246               | 137               | 109               | .557              | 30       | 13       | 17       | .433     | | [ 148 ]    |
| 13 | Phil Jackson     | 1989–1998     | 890               | 656               | 234               | .738              | 152      | 111      | 41       | .730     | Técnico do Ano de 1995/96 6 títulos (1991, 1992, 1993, 1996, 1997, 1998) Um dos 10 melhores treinadores da história da NBA | [ 149 ]    |
| 14 | Tim Floyd        | 1998–2001     | 239               | 49                | 190               | .205              | —        | —        | —        | —        | | [ 150 ]    |
| 15 | Bill Berry       | 2001          | 2                 | 0                 | 2                 | .000              | —        | —        | —        | —        | | [ 151 ]    |
| 16 | Bill Cartwright  | 2001–2003     | 151               | 51                | 100               | .336              | —        | —        | —        | —        | | [ 152 ]    |
| 17 | Pete Myers       | 2003          | 2                 | 0                 | 2                 | .000              | —        | —        | —        | —        | | [ 153 ]    |
| 18 | Scott Skiles     | 2003–2007     | 337               | 165               | 172               | .490              | 22       | 10       | 12       | .455     | | [ 154 ]    |
| —  | Pete Myers       | 2007          | 1                 | 0                 | 1                 | .000              | —        | —        | —        | —        | | [ 153 ]    |
| 19 | Jim Boylan       | 2007–2008     | 56                | 24                | 32                | .429              | —        | —        | —        | —        | | [ 155 ]    |
| 20 | Vinny Del Negro  | 2008–2010     | 164               | 82                | 82                | .500              | 12       | 4        | 8        | .333     | | [ 156 ]    |
| 21 | Tom Thibodeau    | 2010–2015     | 394               | 255               | 139               | .647              | 51       | 23       | 28       | .451     | Técnico do Ano de 2010–11                                                                                                  | [ 157 ]    |
| 22 | Fred Hoiberg     | 2015–2018     | 270               | 115               | 155               | .426              | 6        | 2        | 4        | .333     | | [ 158 ]    |
| 23 | Jim Boylen       | 2018–2020     | 123               | 39                | 84                | .317              | —        | —        | —        | —        | | [ 159 ]    |
| 24 | Billy Donovan    | 2020–Presente | 339               | 164               | 175               | .484              | 5        | 1        | 4        | .200     | | [ 160 ]    |

## Estatísticas gerais
Estatísticas atualizadas em 1 de dezembro de 2024.

### Jogos
| #   | País           | Nome           | Período              | Jogos |
| --- | -------------- | -------------- | -------------------- | ----- |
| 1.  | Estados Unidos | Michael Jordan | 1984–1993, 1994–1998 | 930   |
| 2.  | Estados Unidos | Scottie Pippen | 1987–1998, 2003–2004 | 856   |
| 3.  | Estados Unidos | Kirk Hinrich   | 2003–2010, 2012–2016 | 748   |
| 4.  | Estados Unidos | Jerry Sloan    | 1966–1976            | 696   |
| 5.  | Estados Unidos | John Paxson    | 1985–1994            | 645   |
| 6.  | Reino Unido    | Luol Deng      | 2004–2014            | 637   |
| 7.  | Estados Unidos | Tom Boerwinkle | 1968–1978            | 635   |
| 8.  | Estados Unidos | Bob Love       | 1968–1977            | 592   |
| 9.  | Estados Unidos | Joakim Noah    | 2007–2016            | 572   |
| 10. | Estados Unidos | Taj Gibson     | 2009–2017            | 562   |

### Pontos
| #   | País           | Nome           | Período              | Pontos |
| --- | -------------- | -------------- | -------------------- | ------ |
| 1.  | Estados Unidos | Michael Jordan | 1984–1993, 1994–1998 | 29.277 |
| 2.  | Estados Unidos | Scottie Pippen | 1987–1998, 2003–2004 | 15.123 |
| 3.  | Estados Unidos | Bob Love       | 1968–1977            | 12.623 |
| 4.  | Reino Unido    | Luol Deng      | 2004–2014            | 10.286 |
| 5.  | Estados Unidos | Jerry Sloan    | 1966–1976            | 10.233 |
| 6.  | Estados Unidos | Zach LaVine    | 2017–2024            | 10.056 |
| 7.  | Estados Unidos | Chet Walker    | 1969–1975            | 9.788  |
| 8.  | Estados Unidos | Artis Gilmore  | 1976-1982, 1987-1988 | 9.288  |
| 9.  | Estados Unidos | Kirk Hinrich   | 2003–2010, 2012–2016 | 8.536  |
| 10. | Estados Unidos | Reggie Theus   | 1978–1984            | 8.279  |

### Rebotes
| #   | País           | Nome            | Período              | Rebotes |
| --- | -------------- | --------------- | -------------------- | ------- |
| 1.  | Estados Unidos | Michael Jordan  | 1984–1993, 1994–1998 | 5,836   |
| 2.  | Estados Unidos | Tom Boerwinkle  | 1968–1978            | 5.745   |
| 3.  | Estados Unidos | Scottie Pippen  | 1987–1998, 2003–2004 | 5.726   |
| 4.  | Estados Unidos | Joakim Noah     | 2007–2016            | 5.387   |
| 5.  | Estados Unidos | Jerry Sloan     | 1966–1976            | 5.385   |
| 6.  | Estados Unidos | Artis Gilmore   | 1976–1982, 1987–1988 | 5.342   |
| 7.  | Estados Unidos | Horace Grant    | 1987–1994            | 4.721   |
| 8.  | Estados Unidos | David Greenwood | 1979–1985            | 4.222   |
| 9.  | Reino Unido    | Luol Deng       | 2004–2014            | 4.078   |
| 10. | Estados Unidos | Bob Love        | 1968–1977            | 3.998   |

### Assistências
| #   |                | Jogador        | Período              | Assistências |
| --- | -------------- | -------------- | -------------------- | ------------ |
| 1.  | Estados Unidos | Michael Jordan | 1984–1993, 1994–1998 | 5.012        |
| 2.  | Estados Unidos | Scottie Pippen | 1987–1998, 2003–2004 | 4.494        |
| 3.  | Estados Unidos | Kirk Hinrich   | 2003–2010, 2012–2016 | 3.811        |
| 4.  | Estados Unidos | Norm Van Lier  | 1971–1978            | 3.676        |
| 5.  | Estados Unidos | Derrick Rose   | 2008–2016            | 2.516        |
| 6.  | Estados Unidos | Reggie Theus   | 1978–1984            | 2.472        |
| 7.  | Estados Unidos | John Paxson    | 1985–1994            | 2.394        |
| 8.  | Estados Unidos | Bob Weiss      | 1968–1974            | 2.008        |
| 9.  | Estados Unidos | Tom Boerwinkle | 1968–1978            | 2.007        |
| 10. | Croácia        | Toni Kukoč     | 1993–2000            | 1.840        |

## Meios de comunicação

### Rádio
Os jogos da equipe são transmitidos no WSCR da Entercom (670) a partir de 3 de fevereiro de 2018. De outubro de 2015 a janeiro de 2018, os jogos foram realizados no WLS (890) da Cumulus Media em um acordo que deveria durar até a temporada de 2020/21, mas foi anulado no meio da temporada de 2017/18, depois que a Cumulus entrou com o pedido de falência e anulou vários contratos grandes.
Chuck Swirsky é o narrador e Bill Wennington é o comentarista. O WRTO da Univision Radio (1200) tem cobertura de jogos em espanhol desde a temporada de 2009/10, com Omar Ramos como narrador e Matt Moreno como comentarista.

### Televisão
As transmissões de televisão dos Bulls são divididas entre a NBC Sports Chicago, que transmite a maioria dos jogos, WGN-TV e WCIU-TV. Também digno de nota é que a WGN-TV não transmite todos os seus jogos do Chicago Bulls em todo o país: apenas alguns poucos, geralmente jogos de sábado, foram televisionados nacionalmente na WGN America de 1999 a 2014. O restante está disponível apenas na área de Chicago.
Em 2 de janeiro de 2019, os Bulls (junto com o Chicago White Sox e o Chicago Blackhawks) concordou em um contrato de vários anos exclusivo com a NBC Sports Chicago, encerrando as transmissões da equipe na WGN-TV após a temporada de 2018/19.